# Мартинская декларация
Мартинская декларация (словац. Martinská deklarácia) — традиционное название Декларации словацкого народа (словац. Deklarácia slovenského národa), которая была провозглашена в городе Турчански-Свети-Мартин (ныне Мартин, Словакия) 30 октября 1918 года. Фактически она являлась провозглашением независимости от Венгерского королевства, входившего тогда в состав Австро-Венгрии) и предвещала объединение Словакии с Чешскими землями в составе нового государства Чехословакия.
Словацкие устремления к обретению независимости были в значительной степени приостановлены во время Первой мировой войны, когда ведущая словацкая националистическая партия, Словацкая национальная партия (СНП), объявила о своей лояльности к империи. Последние месяцы войны ознаменовались постепенным распадом империи, что привело к тому, что СНП решила вернуться к своему прежнему курсу на создание отдельного Словацкого государства. Её председатель Матуш Дула выбрал город Мартин, центр словацкой культурной и политической жизни с XIX века, в качестве места проведения общего собрания партии.
Утром 30 октября 1918 года 108 делегатов приняли участие в собрании, проходившем в здании банка Татра в Мартине, и избрали 12 членов Словацкого национального совета, преимущественно из числа Словацкой национальной партии. Во второй половине того же дня вновь созданный совет принял декларацию и направил её в Прагу. В ней провозглашалось, что «словацкая нация является частью чехословацкой нации, объединённой языком и историей своей культуры» и только Словацкий национальный совет, а не венгерское правительство или какой-либо другой орган власти, уполномочен говорить от имени словацкой нации.
Декларация была принята через два дня после провозглашения чехословацкой независимости Чешским национальным комитетом в Праге и через две недели после провозглашения чехословацкой независимости в Вашингтоне и Париже. Словаки действовали независимо от этих событий, так как новости о чешской декларации не достигли Мартина ко времени появления словацкой декларации. Совет попытался взять под свой контроль Словакию, но его планы были сорваны венгерскими военными, которые захватили Мартин 15 ноября. Чешские войска вскоре заняли город, и новое правительство в Праге назначило Вавро Шробара министром по делам Словакии.
Некоторые словацкие представители выступали за автономию Словакии и за то, чтобы она имела свою собственную ассамблею, но это было отвергнуто чехословацким правительством, и Шробар распустил Словацкий национальный совет в январе 1919 года. Делегаты в Турчански-Свети-Мартине не определили точно, что они подразумевают под «чехо-словацкой нацией», но, по-видимому, они имели в виду определение, которое подчёркивало бы отчётливую национальную идентичность и особенность словацкого народа. Словакам обещали сделать их равноправными партнёрами в том, что Эдвард Бенеш, министр иностранных дел Временного чехословацкого правительства, провозгласил федеративным государством швейцарского типа. Вместо этого словаки оказались низведены до статуса национального меньшинства. После этого Словакия управлялась как часть централизованного Чехословацкого государства, которое было создано Чехословацким национальным собранием в Праге.